# Tyromancie
La tyromancie est une méthode de divination ou de prédiction de l'avenir utilisant le fromage. Les récits écrits de cette pratique remontent au IIe siècle, avec un pic de popularité au Moyen Âge et au début de l'époque moderne.

## Histoire
La première mention connue de la tyromancie se trouve probablement dans l'Oneirocritica (en), un traité du IIe siècle sur l'interprétation des rêves écrit par le devin grec Artémidore de Daldis,. Il qualifie cependant cette méthode comme étant l'une des formes de divination les moins fiables, écrivant que « seuls les sacrificateurs, les augures, les astrologues, les observateurs de prodiges, les oniromanciens et les haruspices disent la vérité ». Il considérait les tyromanciens comme des « faux devins », au même titre que les devins utilisant les dés ou le tamis, ou les nécromanciens,. Lors du deuxième concile d'Éphèse en 449, l'évêque Sophronius de Tella fut accusé de diverses formes de divination, dont la tyromancie et l'oomancie (en) (divination avec des œufs),,.
Dans un article pour le magazine Saveur, la tyromancienne contemporaine Jennifer Billock écrit que cette pratique a atteint son apogée en Angleterre rurale au cours du Moyen Âge et au début de l'époque moderne. Elle souligne qu'à l'époque, la quantité de personnes possédant du bétail produisant du lait rend l'utilisation du fromage plus pratique pour ce genre d'activité que d'autres méthodes plus complexes, comme par exemple la molybdomancie, utilisant du métal fondu. Selon elle, la tyromancie avait presque disparu dans les années 1920, peut-être en raison de la popularité du tarot Rider-Waite, introduit en 1909. En 2023, la pratique de Billock a été couverte par CBC News au Canada et par ABC News en Australie. Elle décrit la tyromancie comme une méthode amusante de divination, car les participants peuvent manger le fromage après la lecture de leur avenir,.

## Méthode
Selon ABC News, la tyromancie consiste à observer le fromage, en particulier lors de sa coagulation, en se concentrant sur son odeur, ses motifs et sa texture. Jennifer Billock la décrit comme « la pratique de lire l'avenir dans le fromage ». Sa méthode implique d'examiner les formes et symboles présents dans le fromage, comme les rainures, les trous, la cristallisation et les motifs de la croûte. Parmi les symboles qu'elle interprète figurent un cœur (amour), une flèche (voyage), un chien (compagnonnage) et un bébé (changement). Elle s'appuie sur des sources comme des grimoires antiques et des manuscrits d'interprétation des rêves.
Valya Dudycz Lupescu (en) a écrit que certaines formes de tyromancie, telles que l'observation des « yeux » dans les fromages à pâte pressée cuite comme le gruyère, peuvent intégrer la numérologie. Billock affirme que tout type de fromage peut être utilisé pour la divination, les meilleurs étant ceux avec des variations visibles sur leur surface, comme le fromage bleu. Les fromages avec peu de variations sont brisés ou émiettés pour lire les motifs formés par les morceaux.

## Culture populaire
Un épisode de la série animée Kipo et l'Âge des animonstres met en scène trois sorcières chèvres, les sœurs Chevre, qui utilisent le fromage pour prédire l'avenir. Le jeu vidéo The Witcher 3: Wild Hunt propose une quête intitulée « De lait et de ténèbres », impliquant un mage lié à la tyromancie,.